# HD 154610
HD 154610，又名BD+09 3322，SAO 122075、HR 6358，是一颗恒星，视星等为6.37，位于銀經29.77，銀緯27.78，其B1900.0坐标为赤經17h 1m 24.6s，赤緯+9° 27.78′ 8″。